# Supercoppa italiana 2016 (pallavolo femminile)
La Supercoppa italiana 2016 si è svolta l'8 dicembre 2016: al torneo hanno partecipato due squadre di club italiane e la vittoria finale è andata per la prima volta all'Imoco Volley.

## Regolamento
Le squadre hanno disputato una gara unica.

## Squadre partecipanti
| Squadra | Qualificazione                  | Ultima partecipazione    |
| ------- | ------------------------------- | ------------------------ |
| Bergamo | Vincitrice Coppa Italia 2015-16 | Supercoppa italiana 2014 |
| Imoco   | Vincitrice Serie A1 2015-16     | Supercoppa italiana 2013 |

## Torneo
| 8 dicembre 2016 PalaVerde, Villorba Durata: 1h:55 - Spettatori: ? | Imoco | 3 - 1 | Bergamo | 22-25, 25-18, 25-22, 25-22 |